# DWG
DWG és un format de fitxer informàtic de disseny assistit per ordinador, utilitzat principalment pel programa AutoCAD; producte de la companyia Autodesk.
El nom de l'extensió .dwg es va originar de la paraula anglesa " drawing ". Es va limitar a tres caràcters després del punt, per protocols i limitacions del de sistema operatiu MS- Dos.
Els arxius DWG no són sempre compatibles entre si, existint nombroses versions d'aquest tipus d'arxiu, aparellades a moltes de les diferents versions del programa AutoCAD, que des de 1982 fins a 2009 ha tret al mercat 23 versions.
A causa de l'elevada quota de mercat del programa AutoCAD en la indústria i el disseny, s'ha cobert la necessitat de lectura d'aquest tipus d'arxius per part d'altres programes mitjançant un arxiu d'intercanvi, importació-exportació, conegut com a DXF (Drawing eXchange File), encara que un nombre creixent de programes de CAD estan preparats per operar de forma no nativa amb aquest tipus d'arxius.
A causa que aquest format de fitxer s'ha convertit en un estàndard ''de facto'', la Free Programari Foundation ha marcat com a objectiu prioritari la creació de biblioteques LibreDWG, a semblança de les OpenDWG no lliures.
Els arxius DWG emmagatzemen la informació de dibuix en tres dimensions de forma vectorial.